# Front de Seine

Front de Seine al tramonto

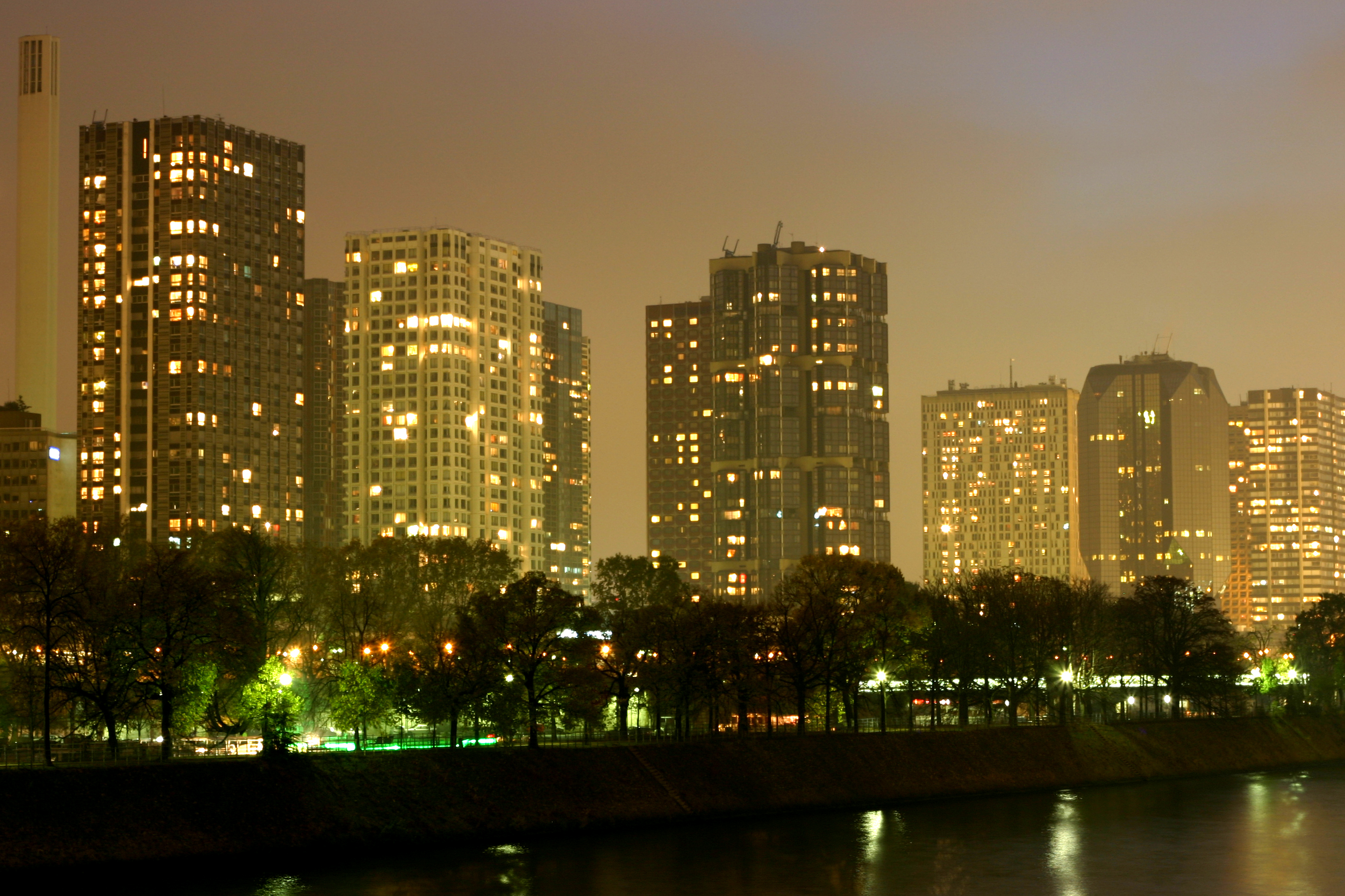
Front de Seine - Beaugrenelle

Front de Seine visto dal Pont Mirabeau

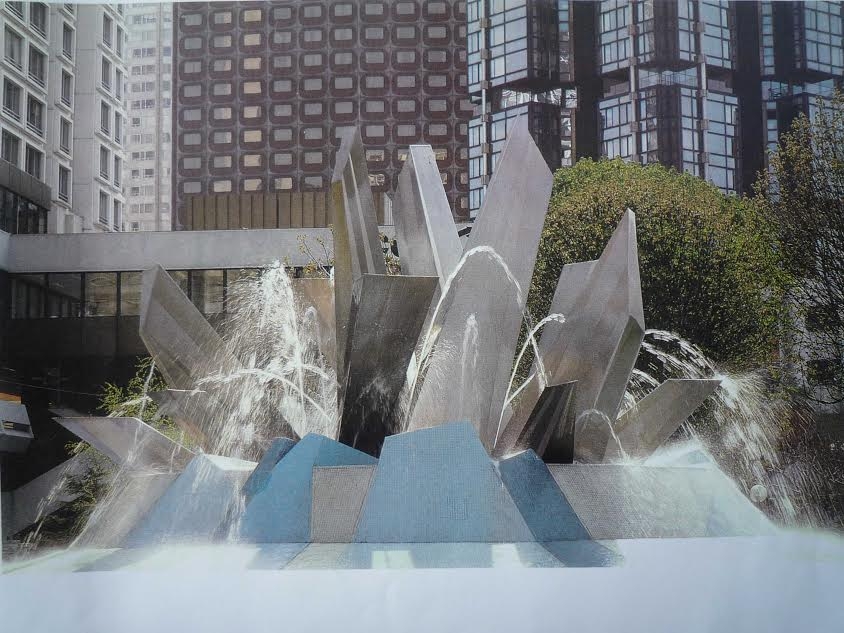
Fontana-scultura "Cristaux" di Jean-Yves Lechevallier immersa in un piccolo parco tra le torri

Front de Seine è uno sviluppo nel distretto di Beaugrenelle a Parigi, situato lungo la Senna nel XV arrondissement a sud della Torre Eiffel. È, con il XIII arrondissement, uno dei pochi quartieri di Parigi che contiene grattacieli, poiché la maggior parte è stata costruita fuori città, in particolare a La Défense.
Il quartiere Front de Seine è il risultato di un progetto urbanistico degli anni 1970.  Comprende circa 20 torri, che raggiungono quasi i 100 m di altezza, costruite tutt'intorno ad una spianata sopraelevata. La spianata è pavimentata con affreschi visibili solo dai piani sopraelevati delle torri. A differenza di Italie 13, il design delle torri è molto più vario. L'Hôtel Novotel Paris-Tour Eiffel (precedentemente noto come Hôtel Nikkō), ad esempio, ha finestre con cerchi rossi, mentre la Tour Totem è costituita da una pila di diversi blocchi vetrati con un centro commerciale recentemente ridisegnato, il Centre commercial Beaugrenelle aperto nel 2013.
Inoltre, mentre le torri del XIII arrondissement sono prevalentemente residenziali e quelle de La Défense prevalentemente commerciali, le torri del Front de Seine hanno un uso misto commerciale e residenziale.

## Grattacieli

Front de Seine, 2021

- Tour Avant-Seine (1975): 98 m, 32 piani.
- Tour Mars (1974): 98 m, 32 piani.
- Tour Paris Côté Seine (1977): 98 m, 32 piani.
- Tour Seine (1970): 98 m, 32 piani
- Tour Espace 2000 (1976): 98 m, 31 piani.
- Tour Évasion 2000 (1971): 98 m, 31 piani.
- Hôtel Novotel Paris-Tour Eiffel (1976): 98 m, 31 piani.
- Tour Totem (1979): 98 m, 31 piani.
- Tour Beaugrenelle (1979): 98 m, 30 piani.
- Tour Panorama (1974): 98 m, 30 piani.
- Tour Perspective 1 (1973): 98 m, 30 piani.
- Tour Perspective 2 (1975): 98 m, 30 piani.
- Tour Reflets (1976): 98 m, 30 piani.
- Tour Rive Gauche (1975): 98 m, 30 piani.
- Tour Keller (1970): 98 m, 29 piani.
- Tour Cristal (1990): 98 m, 27 piani.
- 79 quai André Citroën: 24 piani.
- Tour Mirabeau (1972): 18 piani.
- Immeuble le Village (1973): 17 piani.
- Bureaux Hachette Livre (1969): 12 piani.
- Tour Mercure (1973): 12 piani.[5]
- Cheminée du Front de Seine (1971): 130 metri